# Genabea
Genabea es un género de hongos de la familia Pyronemataceae. El género contiene cinco especies, y la especie tipo es Genabea fragilis; es un hongo micorrizal tipo trufa propio de Europa y América del Norte.